# Mi verdad (canção)
Mi Verdad é o primeiro single do álbum de estúdio Cama Incendiada da banda mexicana Maná. O tema foi escrito e produzido por George Noriega e Fernando Olvera e publicado em 9 de fevereiro de 2015. A canção conta com vocais da cantora colombiana Shakira. Graças à grande recepção na América Latina, o single já vendeu mais de 400 mil cópias em todo o mundo.
A canção é o tema principal da telenovela mexicana Sueño de amor, produzida por Juan Osorio e protagonizada por Cristián de la Fuente e Betty Monroe.

## Antecedentes
No final de novembro de 2014, Durante as filmagens do videoclipe, Fernando Olvera confirmou "Mi Verdad" como o primeiro single do seu nono álbum. No final de janeiro de 2015, a banda apresentou o videoclipe oficial exclusivamente para um grupo seletivo de fãs, sendo lançado simultaneamente na Argentina, Estados Unidos, Espanha e México.

## Rankings

### Semanais
| Ano  | Parada                         | País                 | Posição | Ref    |
| ---- | ------------------------------ | -------------------- | ------- | ------ |
| 2015 | National Report                | Colômbia             | 10      | [ 10 ] |
| 2015 | Monitor Latino                 | Colômbia             | 9       | [ 11 ] |
| 2015 | Monitor Latino                 | República Dominicana | 3       | [ 12 ] |
| 2015 | Billboard                      | México               | 5       | [ 13 ] |
| 2015 | Spanish Charts                 | Espanha              | 2       | [ 14 ] |
| 2015 | Bubbling Under Hot 100 Singles | Estados Unidos       | 19      | [ 15 ] |
| 2015 | Hot Latin Songs                | Estados Unidos       | 1       | [ 16 ] |
| 2015 | Latin Pop Songs                | Estados Unidos       | 1       | [ 17 ] |
| 2015 | Tropical Airplay               | Estados Unidos       | 3       | [ 18 ] |

### Por ano
| Parada          | País           | Posição | Ref    |
| --------------- | -------------- | ------- | ------ |
| Hot Latin Songs | Estados Unidos | 14      | [ 19 ] |
| Latin Pop Songs | Estados Unidos | 4       | [ 20 ] |